# Cassala
Cassala (em italiano: Cassala; em árabe: كسلا; romaniz.: Kasala) é a capital do estado homónimo de Cassala, no nordeste do Sudão. A sua população em 2008 era de 419.030 habitantes. É uma cidade e entreposto comercial famosa pelos seus jardins de árvores de fruto. No passado foi um entroncamento ferroviário. Contudo, até 2006 não existiam uma estação de caminhos-de-ferro operacional na cidade e muito do tráfego para e da cidade acabava por se perder. A localização de Cassala na importante estrada Cartum - Porto Sudão mantém a cidade como importante centro comercial.

## História
A cidade foi originalmente criada como campo militar para os soldados otomanos do vice-rei egípcio Maomé Ali em 1840, durante a sua ofensiva militar no Sudão. Em 1885, Cassala foi subsequentemente capturada pelos madistas. Em 1894, após a batalha de Cassala, os italianos tomaram a cidade. Em 1897, o Reino de Itália devolveu Cassala ao reino do Egito. Em 1899, Cassala caiu sob o domínio do Sudão Anglo-Egípcio até à independência sudanesa, em 1956.
Em julho de 1940, durante a Campanha da África Oriental, forças italianas vindas da África Oriental Italiana forçaram uma pequena guarnição britânica a retirar-se de Cassala. Os italianos ocuparam então a cidade com uma unidade de brigada. Em meados de janeiro de 1941, retiraram-se e a guarnição britânica voltou à cidade.
Em 1956, o Sudão Anglo-Egípcio tornou-se na República do Sudão. Deste os anos 60 do século XX, a cidade tem sido destino de inúmeros refugiados etíopes e eritreus que fogem do conflito e guerra. Desde o início da Segunda Guerra Civil Sudanesa nos anos 80, tem sido igualmente refúgio de sudaneses deslocados internamente, fugindo aos conflitos nas montanhas de Nuba, no sul e no oeste do país. Cerca de 160.000 desses refugiados internos estão hoje nos arredores da cidade.

## Estado Atual
A região de Cassala tem atualmente o dobro da taxa de mortalidade infantil da região do Darfur.